# NGC 802
NGC 802 este o galaxie lenticulară situată în constelația Hidra Australă. A fost descoperită în 2 noiembrie 1834 de către John Herschel.